# Rachid Allachi
Rachid Allachi (11 december 1972 ) is een Marokkaanse voormalig voetballer. Hij sloot in 2011 zijn carrière af bij Cappellen FC. Voordien speelde hij bij Denderhoutem, Hamme, Berchem Sport & Sint-Niklaas.